# Spinus yarrellii
Il lucherino facciagialla (Spinus yarrellii (Audubon, 1839)) è un uccello passeriforme della famiglia dei Fringillidi.

## Etimologia
Il nome scientifico della specie, yarrellii, è un omaggio all'ornitologo inglese William Yarrell: il suo nome comune, invece, è un chiaro riferimento alla livrea di questi uccelli.

## Descrizione

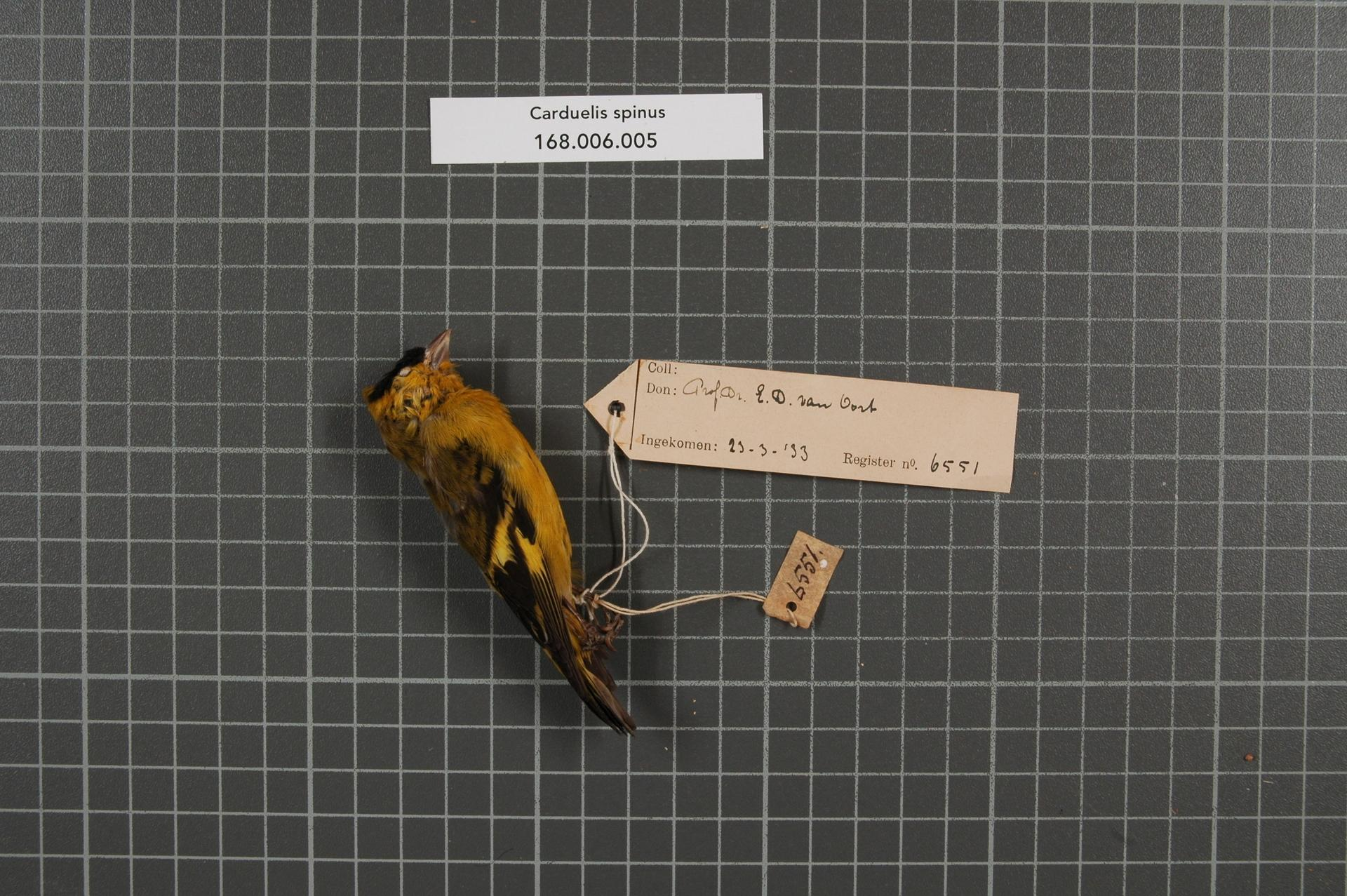
Visione laterale di maschio impagliato.

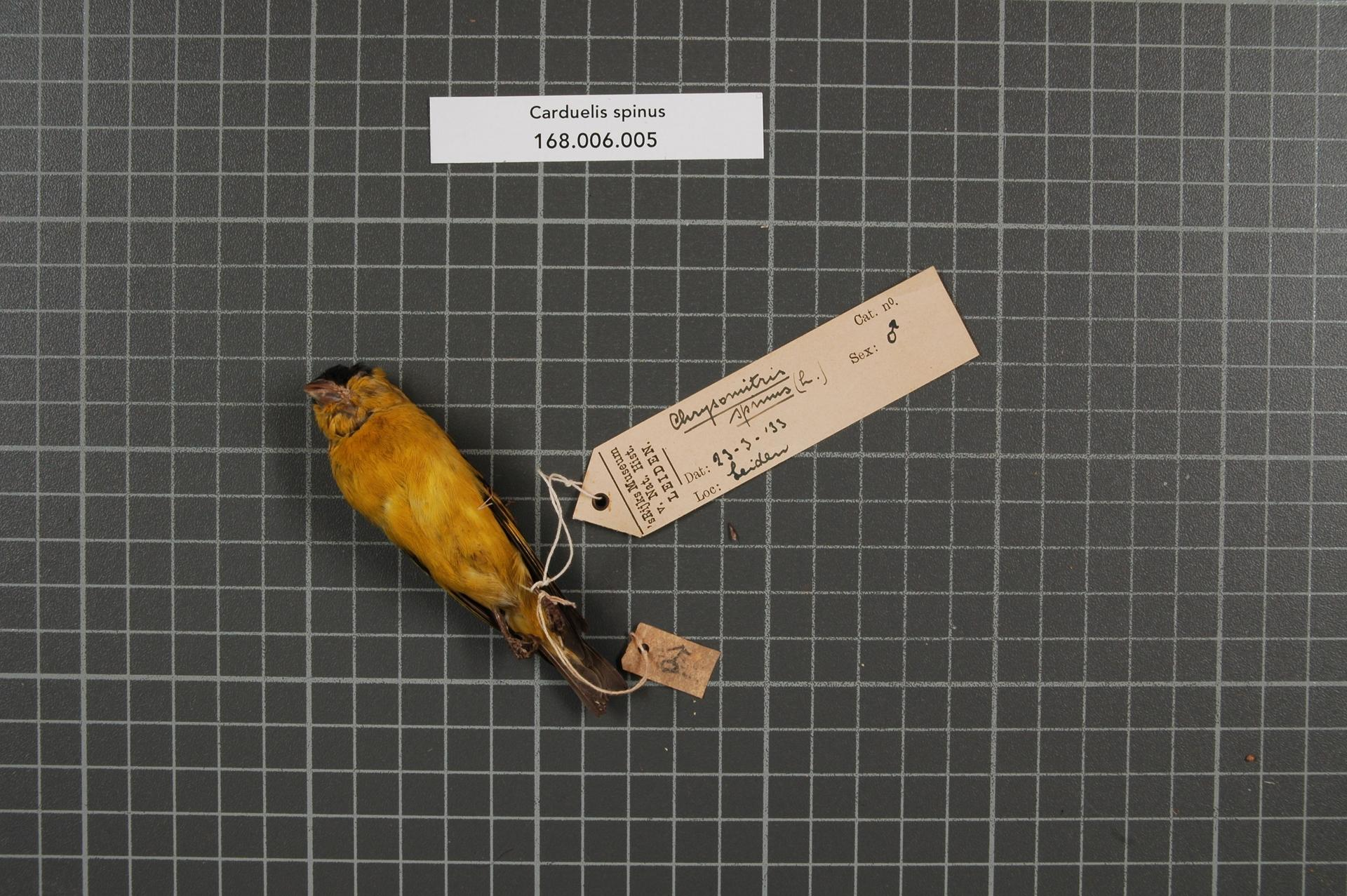
Visione ventrale di maschio impagliato.

### Dimensioni
Misura 10 cm di lunghezza, per 12 grammi di peso.

### Aspetto
Si tratta di uccelletti dall'aspetto minuto ma robusto, muniti di testa dall'aspetto squadrato, becco conico e sottile, ali appuntite e coda dalla punta lievemente forcuta. Nel complesso, i maschi di lucherino facciagialla ricordano una via di mezzo fra il lucherino europeo (per la colorazione del dorso) ed il lucherino americano (per la disposizione del giallo e del nero).
Il piumaggio presenta dimorfismo sessuale molto evidente: nei maschi la fronte, l'area fra i lati del becco e gli occhi ed il vertice sono di colore nero, così come nere sono la coda e le ali (queste ultime con specchi gialli e bianchi), mentre dorso e scapole sono di colore verde oliva, il sottocoda è biancastro ed il resto del corpo è di colore giallo, lipocromo che nelle femmine è quasi completamente assente. Le femmine, infatti, mancano del giallo corporeo (mentre sono presenti gli specchi alari gialli sulle remiganti), presente solo sotto forma di sfumature sull'area ventrale: manca anche il cappuccio nero, sostituito (così come il giallo delle aree ventrali) dal verde oliva.

In ambedue i sessi gli occhi sono di colore bruno scuro, mentre becco e zampe sono di colore nerastro.

## Biologia
Il lucherino facciagialla è un uccello vispo e vivace, dalle abitudini essenzialmente diurni, che durante la giornata passa la maggior parte del tempo in coppie o in gruppetti alla ricerca di cibo, per poi rifugiarsi fra i rami degli alberi al tramonto al fine di cercare riparo per la notte.

### Alimentazione
Si tratta di uccelletti granivori, la cui dieta si basa su piccoli semi, ma comprende anche frutti, bacche, germogli e molto verosimilmente anche piccoli invertebrati.

### Riproduzione
Mancano dati sulla riproduzione di questi uccelli, tuttavia si ha motivo di pensare che essa segua lo stesso pattern osservabile fra i lucherini, e più in generale fra i fringillidi (ipotesi supportata dal ritrovamento di nidi ascrivibili a questi uccelli fra pini ornamentali nello stato brasiliano di Pernambuco).

## Distribuzione e habitat
L'areale di questa specie è attualmente ristretto al Brasile nord-orientale, con popolazioni isolate diffuse in Rio Grande do Norte, Pernambuco, Alagoas (con la maggior parte degli esemplari che si concentra nel Leste Alagoano), Piauí a sud fino al Bahia: il lucherino facciagialla è stato inoltre introdotto nello stato venezuelano di Carabobo, dove si è naturalizzata, ed è stata inoltre osservata una singola volta in Colombia.
L'habitat di questi uccelli è rappresentato dalle aree marginali di foresta primaria e secondaria e dalla boscaglia umida di pianura, oltre che dalle piantagioni e dalla caatinga.

## Tassonomia
Tradizionalmente considerata vicina al lucherino andino, in seguito a recenti analisi molecolari la specie si è rivelata invece maggiormente affine al lucherino monaco.
La specie è monotipica.

## Conservazione
LaIUCN Red List classifica S. yarrellii come "specie vulnerabile".
La specie è inserita nella Appendice II della CITES.